# Berlin City Triathlon 2019
Der Berlin City Triathlon 2019 fand am 3. und 4. August 2019 im Rahmen der Finals in Berlin statt. Ausrichter war die Deutsche Triathlon Union (DTU). Es wurden Jedermann-Triathlon, Deutsche Meisterschaft Sprintdistanz und Berlin-Brandenburger Triathlonmeisterschaften ausgetragen.
Die Jedermann-Triathlon-Athleten mussten 500 Meter Schwimmen, dann 15 Kilometer Radfahren und zum Schluss 3 Kilometer Laufen. Die Sprint-Triathlon-Athleten mussten 750 Meter Schwimmen, dann 20 Kilometer Radfahren und zum Schluss 5 Kilometer Laufen.

## Wettkampfstrecke
Alle Athleten schwimmen in der Havel im Strandbad Wannsee, dann es über die Havelchaussee mit dem Fahrrad in Richtung Olympiapark, wo sich die zweite Wechselzone befindet und der abschließende Lauf stattfindet. Zieleinlauf ist auf dem Olympischen Platz vor dem Olympiastadion.

## Zeitplan
| Uhrzeit         | | Ort                                   |
| Sa., 3. August  | Sa., 3. August | Sa., 3. August                        |
| --------------- | --- | ------------------------------------- |
| 08:00–08:30 Uhr | Check-In Wechselzone 2 Elite Frauen | Olympischer Platz                     |
| 08:00–08:10 Uhr | Start Jedermann-Triathlon | Strandbad Wannsee                     |
| 09:15–09:45 Uhr | Check-In Wechselzone 1 Elite Frauen | Strandbad Wannsee                     |
| 10:15 Uhr       | - Start Elite Frauen Deutsche Meisterschaft Sprintdistanz/1. Bitburger 0,0% Triathlon Bundesliga                                                                            | Strandbad Wannsee                     |
| ab 11:10 Uhr    | Start Elite Frauen Zieleinläufe & Flower Ceremony | Olympischer Platz                     |
| ab 12:05 Uhr    | Siegerehrung - Jedermann-Triathlon (Top 3 Gesamt) - Elite Frauen -Deutsche Meisterschaften - 1. Bitburger 0,0% Triathlon Bundesliga                                         | Bühne Familiensportfest / Olympiapark |
| So., 4. August  | |                                       |
| 08:00–08:30 Uhr | STARTWELLEN Sprint-Triathlon | Strandbad Wannsee                     |
| 09:30–09:45 Uhr | Check-In Wechselzone 2 Elite Männer | Strandbad Wannsee                     |
| 10:30 Uhr       | - Start Elite Männer Deutsche Meisterschaft Sprintdistanz/1. Bitburger 0,0% Triathlon Bundesliga                                                                            | Strandbad Wannsee                     |
| ab 11:20 Uhr    | Start Elite Männer Zieleinläufe & Flower Ceremony | Olympischer Platz                     |
| 12:15–13:10 Uhr | Siegerehrung - Sprint-Triathlon (Top 3 Gesamt) - Landesmeisterschaften Berlin-Brandenburg - Elite Männer -Deutsche Meisterschaften - 1. Bitburger 0,0% Triathlon Bundesliga | Bühne Familiensportfest / Olympiapark |

## Ergebnisse

### Jedermann-Triathlon – Gesamt
Es kamen 122 Männer und 87 Frauen in die Wertung.
| Männer (Samstag) |                   |      |                        |         |
|                  | Name              | Land | Verein/Team            | Zeit    |
| 1                | Bernd Eick        | GER  | TuS BW Lohne Triathlon | 0:50:31 |
| 2                | Lukas Fröhner     | GER  | SG Adelsberg           | 0:50:50 |
| 3                | Volker Heyne      | GER  |                        | 0:52:19 |
| 4                | Stefan Diening    | GER  | SCC Berlin             | 0:52:20 |
| 5                | Frank Baraniak    | GER  | RUNNING Company        | 0:52:34 |
| 6                | Georg Holodynski  | GER  | TiB Berlin             | 0:52:55 |
| 7                | Egidijus Pranckus | LUT  | SCB Berlin             | 0:53:29 |
| 8                | Stefan Klaue      | GER  | Radteam Cöpenick       | 0:53:44 |
| 9                | James Towe        | GBR  | Rolls-Royce            | 0:54:05 |
| 10               | Uwe Kaiser        | GER  |                        | 0:54:32 |

| Frauen (Samstag) |                   |      |                           |         |
|                  | Name              | Land | Verein/Team               | Zeit    |
| 1                | Elke Schönhardt   | GER  | TuS Neukölln Berlin       | 0:51:59 |
| 2                | Pauline Feußner   | GER  | SV Halle Triathlon        | 0:53:10 |
| 3                | Edda Mainusch     | GER  | SCC Berlin Triathlon      | 0:56:24 |
| 4                | Amelie Klaumünzer | GER  | Zehlendorfer Wespen       | 0:56:57 |
| 5                | Ida Koester       | GER  |                           | 0:58:46 |
| 6                | Anna-Marie Finger | GER  |                           | 0:59:22 |
| 7                | Kati Franke       | GER  |                           | 0:59:27 |
| 8                | Kathrin Pogodski  | CUW  | Team Erdinger Alkoholfrei | 1:00:18 |
| 9                | Alexa Mattfeld    | GER  |                           | 1:01:11 |
| 10               | Jennifer Siebke   | GER  | TV 1862 Langen            | 1:02:08 |

### Jedermann-Triathlon – Altersklasse
Es kamen 122 Männer und 87 Frauen in die Wertung.
| Männer (Samstag) |                        |      |                            |         |
|                  | Name                   | Land | Verein/Team                | Zeit    |
| MAK1             |                        |      |                            |         |
| 1                | Stefan Konrad          | GER  |                            | 0:56:03 |
| 2                | Linus Wilke            | GER  |                            | 1:00:17 |
| 3                | Zhen Zhang             | CHN  |                            | 1:01:22 |
| MAK2             |                        |      |                            |         |
| 1                | Lukas Fröhner          | GER  | SG Adelsberg               | 0:50:50 |
| 2                | Felix Reineke          | GER  |                            | 1:00:37 |
| 3                | Dennis Jodoin          | GER  |                            | 1:00:51 |
| MAK3             |                        |      |                            |         |
| 1                | Georg Holodynski       | GER  | TiB Berlin                 | 0:52:55 |
| 2                | Stefan Klaue           | GER  | Radteam Cöpenick           | 0:53:44 |
| 3                | Philipp Ahlhaus        | GER  | Der Hamburger und Germania | 0:59:45 |
| MAK4             |                        |      |                            |         |
| 1                | Bernd Eick             | GER  | TuS BW Lohne Triathlon     | 0:50:31 |
| 2                | Volker Heyne           | GER  |                            | 0:52:19 |
| 3                | Egidijus Pranckus      | GER  | SCB Berlin                 | 0:53:29 |
| MJUGA            |                        |      |                            |         |
| 1                | Götz Lengning          | GER  |                            | 0:57:51 |
| 2                | Jan-Mathis Aden        | GER  | SC Berlin                  | 0:58:41 |
| 3                | Kolja Henke            | GER  | SCB Berlin                 | 1:13:53 |
| MJUN             |                        |      |                            |         |
| 1                | Tom Meixelsberger      | GER  |                            | 0:57:26 |
| MSEN1            |                        |      |                            |         |
| 1                | Stefan Diening         | GER  | SCC Berlin                 | 0:52:20 |
| 2                | Frank Baraniak         | GER  | RUNNING Company            | 0:52:34 |
| 3                | James Towe             | GER  | Rolls-Royce                | 0:54:05 |
| MSEN2            |                        |      |                            |         |
| 1                | Mario Brunsch          | GER  |                            | 0:57:59 |
| 2                | André Zimmermann       | GER  |                            | 0:58:07 |
| 3                | Catl Chambers          | IRL  |                            | 0:59:47 |
| MSEN3            |                        |      |                            |         |
| 1                | Eric Stangl            | GER  | Team Erdinger Alkoholfrei  | 0:58:20 |
| 2                | Axel Nitsch            | GER  | Team VivaVentum            | 0:58:37 |
| 3                | Schulz-Fleuch, Michael | GER  | Berlin-Weißensee           | 0:59:21 |
| MSEN4            |                        |      |                            |         |
| 1                | Uwe Kaiser             | GER  |                            | 0:54:32 |
| 2                | Peter Kessen           | GER  | TUS Blau Weiß Lohne        | 0:55:02 |
| 3                | Axel Josefs            | GER  |                            | 0:55:34 |
| MSEN5            |                        |      |                            |         |
| 1                | Martin Epkenhans       | GER  | Tri Finish Münster         | 1:03:38 |
| 2                | Volker Plutz           | GER  | RC Endspurt Herford        | 1:06:45 |
| 3                | Thomas Köppen          | GER  |                            | 1:07:35 |
| MSEN6            |                        |      |                            |         |
| 1                | Wolfgang Dumstrey      | GER  | SCC Berlin Triathlon       | 1:09:07 |
| 2                | Joachim Schneider      | GER  |                            | 1:13:39 |
| MSEN7            |                        |      |                            |         |
| 1                | Karsten Burkert        | GER  |                            | 1:17:23 |

## Berichterstattung
Die Fernsehsender ARD, das ZDF und der Live-Stream berichten über Die Finals – Berlin 2019 am 3. und 4. August.